# Äppelknoppmal
Äppelknoppmal (Argyresthia curvella) är en fjärilsart som först beskrevs av Carl von Linné 1761.  Äppelknoppmal ingår i släktet Argyresthia, och familjen spinnmalar. Arten är reproducerande i Sverige.